# Protonemura risi
Protonemura risi is een steenvlieg uit de familie beeksteenvliegen (Nemouridae). De wetenschappelijke naam van de soort is voor het eerst geldig gepubliceerd in 1905 door Jacobson & Bianchi.